# 日本移植者協議会
特定非営利活動法人日本移植者協議会（にほんいしょくしゃきょうぎかい）は、臓器移植を受けた人およびこれから受けようとする人とその家族で構成されているNPO法人である。

## 概要
1991年設立。
会員は、臓器移植を受けた人およびその家族、また臓器移植を受けようとする人およびその家族で構成されている。会員数1750人、うち90％以上が、臓器移植を受けた人である。また、医療関係者および支援者による賛助会員も、250人いる。
活動内容は、臓器移植推進運動、臓器移植に関する調査、機関紙発行となっている。
2003年3月3日に、特定非営利活動法人の認証を受ける。

## 組織
- 理事長

下野 浩
- 本部住所

大阪市北区南森町2-3-20　プロフォートビル505